# Stylidium despectum
Stylidium despectum är en tvåhjärtbladig växtart som beskrevs av Robert Brown. Stylidium despectum ingår i släktet Stylidium och familjen Stylidiaceae. Inga underarter finns listade i Catalogue of Life.